# Zona d'habitabilitat
En astrobiologia, la zona d'habitabilitat estel·lar (ZH) és una estreta regió circumestel·lar on, de trobar-se situat un planeta (o lluna) rocós amb una massa compresa entre 0,6 i 10 masses terrestres i una pressió atmosfèrica superior als 6,1 mb corresponent al punt triple de l'aigua, la lluminositat i el flux de radiació incident permetria la presència d'aigua en estat líquid sobre la seva superfície. Definida per primera vegada el 1959 per S. Huang, la zona d'habitabilitat estel·lar (ZH) es troba delimitada per dos radis: un d'intern o ZHri i un altre extern o ZHro. Mentre el radi intern estableix la distància mínima capaç de salvaguardar l'entorn planetari d'un efecte d'hivernacle desbocat, l'extern, per contra, mostra la distància màxima en la qual aquest mateix fenomen és capaç d'impedir que les baixes temperatures aboquin al planeta a una glaciació perpètua.
Al costat de la zona d'habitabilitat estel·lar, recentment, els astrònoms nord-americans Gonzalez, Ward i Brownlee han definit la denominada zona d'habitabilitat galàctica. Allunyada de les fonts intenses de radiació, sobretot del violent centre galàctic i de les regions actives de formació estel·lar, la conjunció d'aquestes dues zones, ZH i ZHG, presenten les condicions més favorables per a l'aparició i posterior desenvolupament de la vida en un entorn planetari adequat.
Encara que les estimacions realitzades varien segons l'autor, la més acceptada fixa els seus marges en el sistema solar a una distància d'entre 0,84 i 1,67 ua respecte el Sol. Si la Terra tingués una òrbita inferior al límit intern de la zona habitable, es desencadenaria un procés similar a l'observable a Venus, que sotmetria el nostre planeta a un efecte hivernacle descontrolat; mentre que si superés el seu límit extern, tota l'aigua superficial es congelaria.
El descobriment dels primers exoplanetes rocosos orbitant la zona d'habitabilitat de les seves estrelles, gràcies a les observacions del Telescopi Espacial Kepler, ha augmentat considerablement l'interès pel seu estudi, convertint-ho en un pilar bàsic de l'astrobiologia, l'exoplanetologia i l'astrofísica.

## Història
La primera vegada que es va fer al·lusió a aquest concepte en l'àmbit científic va ser el 1853, quan William Whewell es va referir-hi de forma qualitativa com la «zona temperada del sistema solar». Un segle més tard, el 1953, Harlow Shapley i Hubertus Strughold van aprofundir en la importància de l'aigua líquida com a mitjà per al desenvolupament de la vida i van establir el que van denominar el «cinturó d'aigua líquida», és a dir, la regió al voltant d'una estrella en la qual el flux estel·lar permetria la seva presència en aquest estat. El 1959, Su-Shu Huang va efectuar una anàlisi més exhaustiva de la zona d'habitabilitat, considerant l'evolució estel·lar, les limitacions dinàmiques en sistemes múltiples i l'òrbita al voltant del pla galàctic. Poc després, el 1964, Stephen H. Dole va elaborar un concepte menys antropocèntric d'aquesta regió, estimant un alt nombre de planetes habitables en la Via Làctia. El 1993, Kasting, Whitmire i Reynolds van desenvolupar el concepte més estès en l'actualitat, emprant models climàtics i identificant el procés retroalimentatiu del CO₂ per delimitar amb exactitud el límit intern i extern de la zona habitable.

## Regions

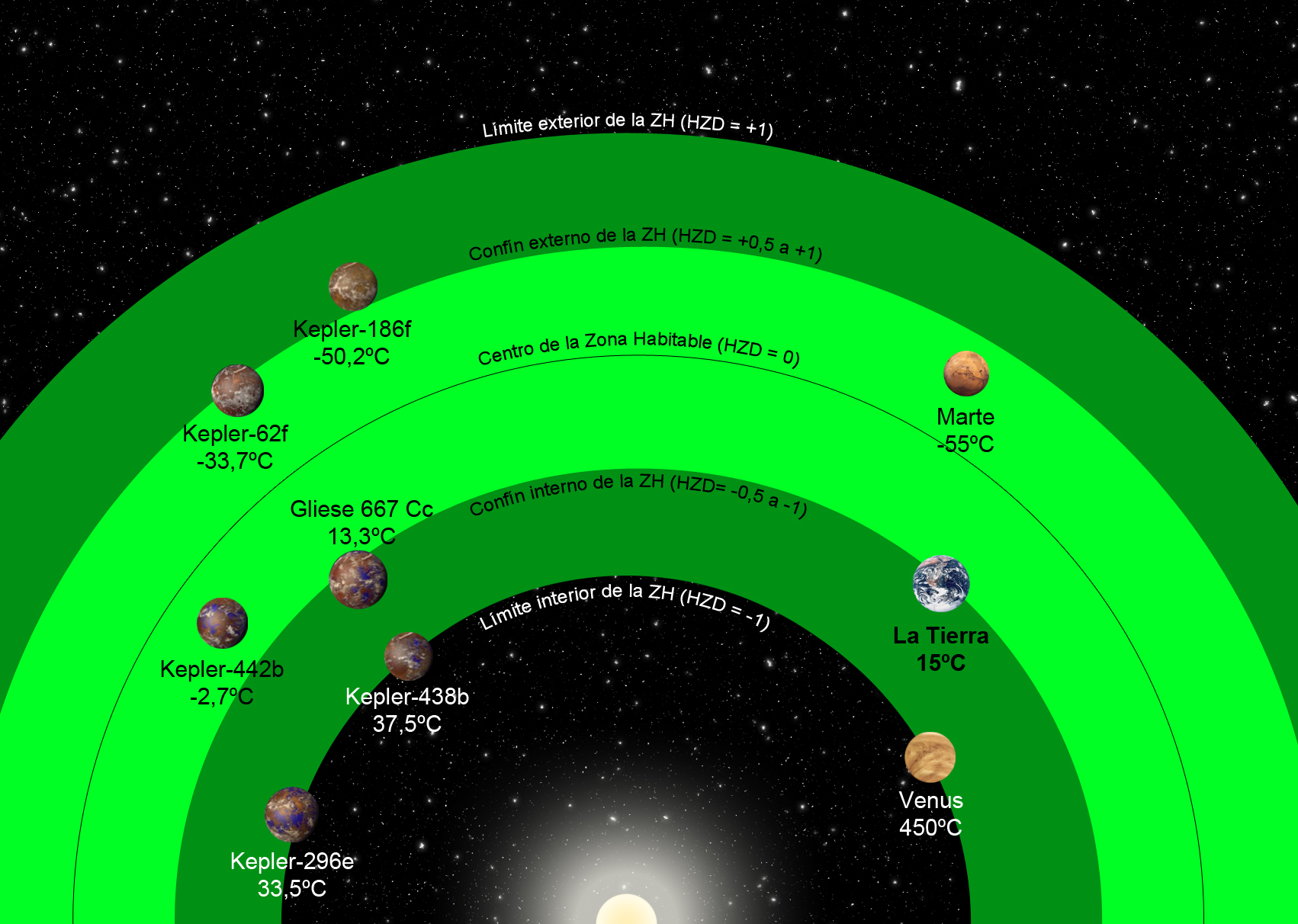
Posició en la ZH d'alguns dels planetes confirmats amb major IST i temperatura mitjana superficial.

La zona habitable comprèn una àmplia regió en la qual qualsevol planeta rocós present que compti amb les condicions adequades (composició atmosfèrica, excentricitat, rotació, etc.) pot tenir aigua en estat líquid sobre la seva superfície. Abundant en aquest concepte, un cos planetari relativament poc massiu i amb una baixa concentració de gasos amb efecte d'hivernacle hauria d'orbitar la regió més interna de la zona per no traspassar el punt de fusió i veure's sotmès a una glaciació global, mentre que un més massiu o amb major concentració d'aquests gasos sofriria un efecte hivernacle descontrolat similar al de Venus si no roman en el seu límit extern.
El Laboratori d'Habitabilitat Planetària (o «PHL» per les seves sigles en anglès) de la Universitat de Puerto Rico a Arecibo ha establert un indicador, denominat Habitable Zone Distance o HZD (amb valors compresos entre -1 i +1), que situa la posició relativa d'un planeta a la zona habitable del seu sistema, per la qual cosa és aplicable a qualsevol cos estel·lar amb independència de la seva lluminositat. Les tres regions existents a tota zona habitable són el límit intern, la regió central i el límit extern, l'amplitud del qual varia en funció de cada tipus d'estrella, amb relació a la seva lluminositat.

### Límit intern
El límit intern de la zona habitable comprèn l'àrea més propera a la seva estrella, amb un HZD des de -1 fins a aproximadament -0,5. Igual que en la resta dels casos, no hi ha consens científic sobre els seus límits exactes. Mentre alguns creuen que en el sistema solar abasta des de l'òrbita de Venus a la de la Terra, uns altres són menys optimistes sobre aquest tema (arribant a situar la seva vora interna a 0,95 ua i fins i tot 0,99 UA del sol, molt proper a l'òrbita mitjana terrestre). Qualsevol planeta amb una òrbita inferior al límit intern de la zona habitable estaria excessivament exposat a la lluminositat estel·lar i la seva temperatura mitjana seria massa alta per trobar aigua líquida sobre la seva superfície. No obstant això, alguns estudis suggereixen que el marge intern de la zona d'habitabilitat podria ser menys restrictiu pels planetes secs, ja que el vapor d'aigua és en si mateix un gas amb efecte d'hivernacle i podria accelerar el procés que desencadena l'efecte hivernacle descontrolat observable a Venus.
Com que la pròpia Terra marca la separació entre el centre de la zona habitable del sistema solar i el límit intern, cal esperar que qualsevol planeta de massa terrestre orbitant a una estrella similar al sol ha d'estar localitzada en uns marges orbitals semblants als de la Terra per registrar temperatures superficials semblants, sempre que la seva composició atmosfèrica sigui anàloga a la del nostre planeta.
Els planetes situats en el límit intern de la zona habitable presenten una gran exposició a l'activitat de les seves estrelles que, en última instància, pot provocar una elevada fotòlisis de l'aigua i la pèrdua de l'hidrogen a l'espai per fuita hidrodinàmica (l'avantsala d'un efecte hivernacle desbocat) o suposar un acoblament de marea respecte a l'estrella (amb un hemisferi diürn i un altre nocturn, quelcom especialment comú a la zona d'habitabilitat d'estrelles poc massives). A més, atès que les estrelles augmenten la seva lluminositat amb el pas del temps, els cossos planetaris situats a la regió més interna de la zona habitable trigaran menys a abandonar els seus límits que aquells situats en àrees més externes.
Entre els exoplanetes confirmats potencialment habitables hi ha diverses troballes que pertanyen al límit intern de la zona d'habitabilitat de les seves estrelles, ja que els instruments actuals afavoreixen la detecció dels cossos planetaris més propers a elles. Així és el cas de Kepler-438b, Kepler-296e i Gliese 667 Cc; els tres exoplanetes confirmats amb major índex de similitud amb la Terra.

### Centre

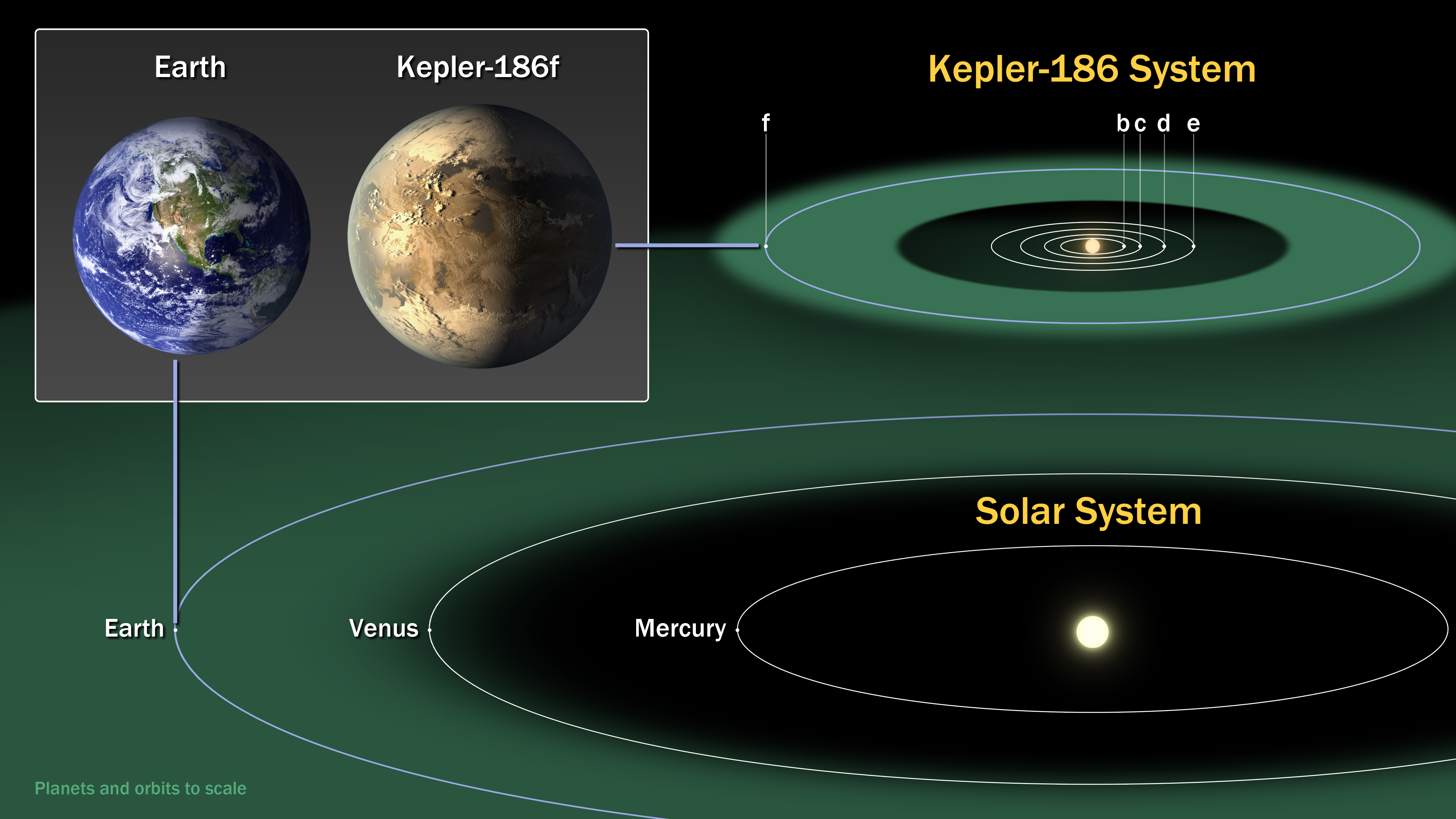
Òrbita de Kepler-186f en el límit extern de la ZH de la seva estrella i comparació amb l'òrbita terrestre.

La regió central comprèn el centre exacte de la zona habitable i els seus voltants (amb un HZD aproximat d'entre -0,5 i +0,5). ja que la Terra es troba just en el límit del límit intern del sistema solar, hi ha experts que consideren que un planeta més proper al centre de la zona d'habitabilitat del seu sistema podria ser més adequat per a la vida que el nostre planeta i, per tant, «superhabitable». No obstant això, un exoplaneta proporcionalment més distant de la seva estrella amfitriona que la Terra rebrà una menor quantitat de llum estel·lar i registrarà unes temperatures inferiors tret que el seu perfil difereixi del terrestre en certs aspectes que augmentin la calor superficial, encara que no tant com els planetes pertanyents al límit extern (major concentració de gasos amb efecte d'hivernacle, atmosfera més densa, escalfament de marea subministrat per la seva pròpia estrella o algun satèl·lit, etc.).
La temperatura superficial dels exoplanetes confirmats fins avui, pertanyents a la regió central de la zona habitable, com Kepler-442b (suposant una composició i densitat atmosfèrica, albedo i escalfament de marea similars als de la Terra), rares vegades supera els 0 ℃, sent en la seva majoria psicroplanetes i hipopsicroplanetes segons la classificació tèrmica d'habitabilitat planetària del PHL. En un futur proper, els nous instruments disponibles permetran conèixer amb exactitud la composició de les seves atmosferes i la seva temperatura mitjana real, mitjançant anàlisis espectroscòpics del pendent de dispersió de Rayleigh durant els trànsits.

### Límit extern
El límit extern de la zona habitable marca el límit d'aquesta regió, amb un HZD comprès entre uns +0,5 i +1. Considerant la gran quantitat de factors que poden incrementar la temperatura d'un planeta, l'àrea exterior de la zona habitable és la més àmplia de les tres zones observades, i els científics postulen que possiblement és fins i tot major, per la qual cosa alguns models inclouen una regió addicional a la zona d'habitabilitat coneguda com a «zona d'habitabilitat optimista». Segons alguns autors, el límit del límit extern està representat pel punt de condensació del CO₂, és a dir, si la temperatura mitjana d'un planeta és prou baixa perquè el diòxid de carboni es condensi, est començaria a formar núvols (que al seu torn augmentarien l'albedo) i disminuiria l'eficàcia de l'efecte hivernacle, donant començament a un procés retroalimentatiu que culminaria amb una glaciació global perpètua.
Assumint unes característiques atmosfèriques similars a les de la Terra, la majoria dels exoplanetes confirmats les òrbites dels quals se situen en el límit extern de la zona habitable (com Kepler-186f), tenen temperatures mitjanes superficials estimades de -30 °C o menys.

## Expressió matemàtica
Relegat inicialment al marc de la mera especulació, no és fins a dates recents quan el descobriment d'un nombre cada vegada major de planetes extrasolars ha fet reprendre amb inusitat interès, sobretot per a l'astrobiologia, l'estudi de la ZH. Els límits intern i extern de la zona habitable varien en funció de la lluminositat estel·lar, en una relació directa, és a dir, com més lluminosa sigui una estrella, major serà la distància entre ella i el límit intern de la zona habitable del sistema. Atès que l'única zona habitable estudiada en profunditat és la del sistema solar, l'estimació dels seus límits per a altres estrelles és purament teòrica i existeixen discrepàncies entre els diferents autors. Alguns investigadors suggereixen que la seva extensió podria ser major (en el seu límit intern o extern) mentre que altres consideren que els seus límits podrien ser més restrictius en una o ambdues direccions.
Prova d'això ho constitueix el desenvolupament de diverses expressions matemàtiques, com les propostes per Kasting, Whitmire & Reynolds (1993) o Whitmire & Reynolds (1996), destinades al càlcul aproximat dels radis intern i extern expressats en unitats astronòmiques:
{\displaystyle '''ZHri'''=[L/Sbi]^{0,5}}
{\displaystyle '''ZHro'''=[L/Sbo]^{0,5}}
en què L és la lluminositat i Sb el flux estel·lar:
{\displaystyle '''ZHri(ZAMS)'''=[LZAMS/1,1]^{0,5}}
{\displaystyle '''ZHro(ZAMS)=ZHri(HZT)'''=[LZAMS/0,53]^{0,5}}
{\displaystyle '''ZHro(HZT)'''=[LHZT/0,53]^{0,5}}
{\displaystyle '''ZHri(MSE)'''=[LMSE/1,1]^{0,5}}
{\displaystyle '''ZHro(MSE)'''=[LMSE/0,53]^{0,5}}
En què LZAMS és la lluminositat durant el moment zero de l'inici de la seqüència principal o Zero Age Main Sequence, LHZT és la lluminositat en el moment de trànsit i LMSE és la lluminositat al final de la seqüència principal.
Com pot apreciar-se a partir de l'últim conjunt d'expressions matemàtiques, la zona d'habitabilitat evoluciona amb el temps migrant cap a l'exterior a mesura que l'estrella recorre la seqüència principal.
Segons el PHL, basant-se en els estudis de David R. Underwood (2003) i Franck Selsis (2007) per a unes vores conservadores de «Venus recent» i «Mart primitiu», el càlcul dels límits de la zona habitable es realitza mitjançant l'expressió:

{\displaystyle {r_{i}}=[{r_{is}}-{a_{i}}({T_{eff}}-{T_{s}})-{b_{i}}{({T_{eff}}-{T_{s}})^{2}}]{\sqrt {L}}}
{\displaystyle {r_{o}}=[{r_{os}}-{a_{o}}({T_{eff}}-{T_{s}})-{b_{o}}{({T_{eff}}-{T_{s}})^{2}}]{\sqrt {L}}}

On ri és la distància entre el límit interior del límit intern i l'estrella en ua, ro la distància respecte a l'exterior del límit extern, L és la lluminositat estel·lar en unitats solars, Teff és la temperatura efectiva de l'estrella en kelvin (K), Ts=5700 K, ai=2,7619×10-5, bi=3,8095×10-9, ao=1,3786×10-4, bo=1,4286×10-9, ris=0,72 i rus=1,77.
Al seu torn, per al càlcul de l'HZD d'un planeta, empren la fórmula:

{\displaystyle {\text{HZD}}={\frac {2r-{r_{o}}-{r_{i}}}{{r_{o}}-{r_{i}}}}}

On r és la distància entre el planeta i la seva estrella en UA i tant ri com a ro s'obtenen del càlcul dels límits de la zona habitable per al sistema en qüestió.

### Resultats
A continuació, figuren els resultats de les fórmules anteriors aplicades als deu exoplanetes confirmats amb major Índex de Similitud amb la Terra (IST):
| #   | Nom           | Tipus estel·lar | Límit intern | Límit extern | Distància | HZD   | Temperatura (℃) | Ancorat |
| --- | ------------- | --------------- | ------------ | ------------ | --------- | ----- | --------------- | ------- |
| N/d | Terra         | G               | 0.84 UA      | 1.67 UA      | 1 UA      | -0.5  | 14 ℃            | No      |
| 1   | Kepler-438b   | K               | 0,159 UA     | 0,407 UA     | 0,17 UA   | -0,94 | 37,45 ℃         | Sí      |
| 2   | Kepler-296e   | M               | 0,134 UA     | 0,347 UA     | 0,15 UA   | -0,87 | 33,45 ℃         | Sí      |
| 3   | Gliese 667 Cc | M1.5V           | 0,096 UA     | 0,251 UA     | 0,12 UA   | -0,62 | 13,25 ℃         | Sí      |
| 4   | Kepler-442b   | K               | 0,274 UA     | 0,681 UA     | 0,41 UA   | -0,34 | -2,65 ℃         | No      |
| 5   | Kepler-62e    | K2V             | 0,353 UA     | 0,857 UA     | 0,43 UA   | -0,70 | 28,45 ℃         | No      |
| 6   | Kepler-452b   | G2              | 0,828 UA     | 1,95 UA      | 1,05 UA   | -0,61 | 29,35 ℃         | No      |
| 7   | Gliese 832 c  | M1.5            | 0,132 UA     | 0,343 UA     | 0,16 UA   | -0,72 | 21,55 ℃         | Sí      |
| 8   | K2-3 d        | M0.2            | 0,207 UA     | 0,527 UA     | 0,21 UA   | -1,00 | 48,95 ℃         | Sí      |
| 9   | Kepler-283c   | K               | 0,260 UA     | 0,646 UA     | 0,34 UA   | -0,58 | 17,95 ℃         | Sí      |
| 10  | Tau Ceti e    | G8.5V           | 0,522 UA     | 1,250 UA     | 0,55 UA   | -0,92 | 49,75 ℃         | No      |

## Tipus estel·lar

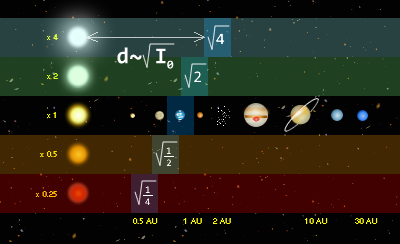
Un exemple d'un sistema basat en la lluminositat estel·lar per predir la localització de la zona habitable al voltant de diversos tipus d'estrelles. Les grandàries de planeta, grandària de l'estrella, longitud d'òrbita i grandària de zona habitable no estan a escala.

El principal factor que determina l'extensió i característiques de la zona habitable és la lluminositat estel·lar i, com a tal, varia significativament en funció del tipus d'estrella i del seu cicle vital, sent més àmplia i variable com més lluminosa sigui l'estrella a la qual pertany. Les estrelles més fredes i petites que el sol (tipus M i K) romanen molt més temps en la seqüència principal i la seva reduïda zona habitable varia molt poc en el transcurs de la mateixa, mentre que les més massives (tipus F, A, B i O) compten amb una zona d'habitabilitat molt més extensa i variable al llarg del seu curt cicle vital.

### M i K tardà
Aquest tipus d'estrelles, conegudes com a nanes vermelles, són les més petites de la seqüència principal i també les més comunes, arribant a representar un 75 % de la població total de la Via Làctia. ja que l'esperança de vida d'una estrella és inversament proporcional a la seva massa, són a més les més longeves, podent romandre en la seqüència principal fins a 10 bilions d'anys davant dels aproximadament 10 000 milions del Sol.
No obstant això, el potencial per a la vida de les nanes vermelles és objecte de debat entre la comunitat científica, ja que presenten greus problemes perquè la vida pugui sorgir sobre qualsevol planeta rocós que l'orbiti a la seva zona d'habitabilitat. En els seus primers milers de milions d'anys de vida són extremadament actives, arribant a incrementar els seus nivells de radiació ultraviolada fins a 10 000 vegades en repetides ocasions al llarg d'un dia terrestre a conseqüència de les seves violentes flamarades. Els models suggereixen que un planeta similar a la Terra, que orbiti a una d'aquestes estrelles a la seva zona habitable, perdria gradualment la seva atmosfera encara que la seva magnetosfera fos semblant a la del nostre planeta.
A causa de la seva escassa lluminositat, la zona d'habitabilitat de les estavelles tipus M i K-tardà comprèn una regió molt petita i propera en comparació de la de cossos estel·lars majors. Aquesta proximitat també es tradueix en una gran influència gravitacional de l'estrella sobre els seus planetes potencialment habitables, sent poc probable que mantinguin aquesta condició depassant el límit d'ancoratge per marea (és a dir, en la majoria dels casos el punt a partir del qual la influència gravitatòria d'una estrella és prou baixa per permetre que un planeta giri sobre el seu eix i tingui cicles de nit i dia com la Terra, es troba més enllà del límit exterior del límit extern de la zona habitable). L'absència de rotació pot perjudicar seriosament el camp magnètic planetari, desprotegint el planeta davant dels efectes de la seva estrella.

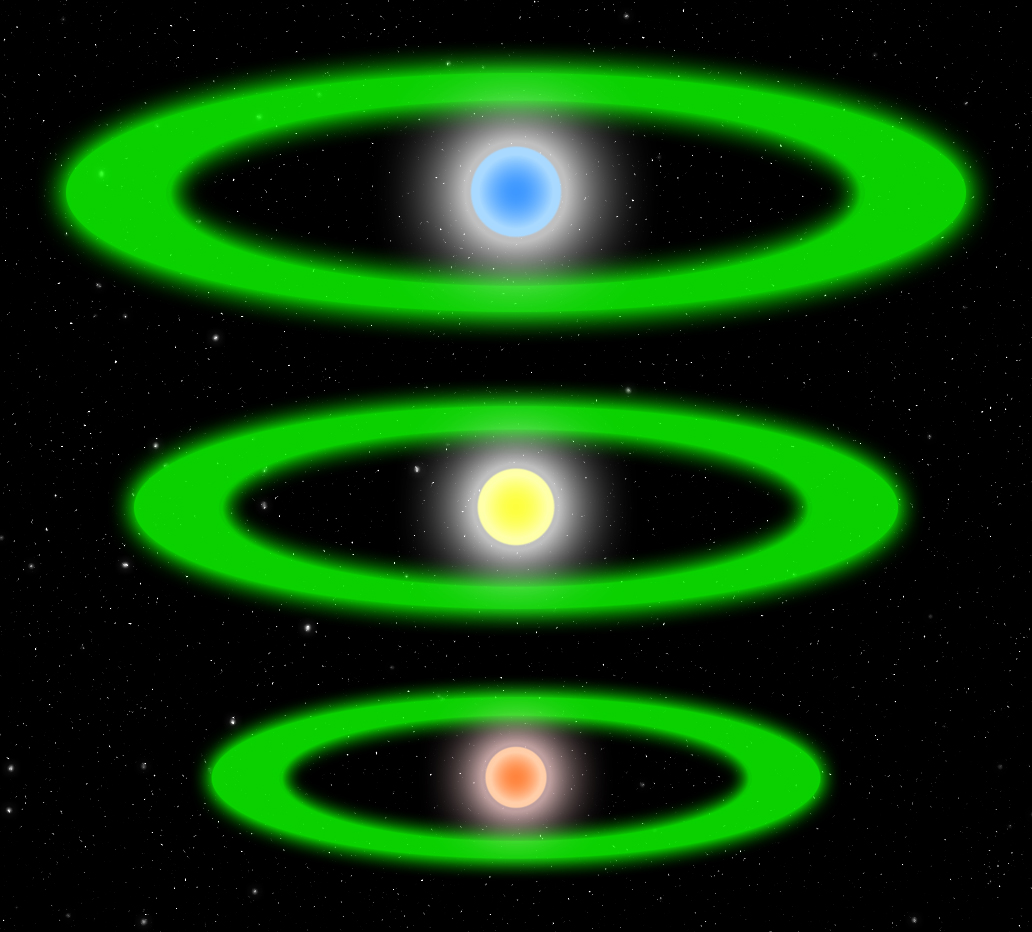
L'extensió de la ZH varia substancialment entre les estrelles més massives que el sol (a dalt) i les de menor grandària (a baix).

Com a contrapartida, alguns experts suggereixen que el tipus de llum emesa per les nanes vermelles podria reduir l'efecte de retroalimentació del gel per l'augment en l'albedo del planeta, és a dir, que els planetes terrestres pertanyents a la vora externa de la zona habitable d'aquestes estrelles podrien eludir una glaciació global permanent amb més facilitat que els seus anàlegs de cossos estel·lars majors, la qual cosa augmentaria el límit del límit extern d'un 10 a un 30 % sobre les estimacions inicials. A més, els estudis indiquen que, a pesar que el tipus de llum emès per aquesta classe d'estrelles difereix de la del sol (principalment en l'espectre infraroig), la fotosíntesi seria possible.

### K, G i F
Les estrelles de tipus taronja-intermèdia a blanca-groga representen l'òptim per a la vida per la seva estabilitat, distància de la zona habitable respecte a l'estrella i cicle vital. A diferència de les nanes vermelles, les taronges, grogues i blanques-grogues tenen una fase d'intensa activitat estel·lar després de la seva formació molt més curta (uns 500 milions d'anys per a una similar al sol, davant dels 2000 o 3000 milions d'una de tipus M), la qual cosa, unida a la separació entre la zona d'habitabilitat i l'estrella, evita que els planetes potencialment habitables perdin les seves atmosferes en els seus primers milers de milions d'anys d'existència. Al seu torn, atès que el límit d'ancoratge per marea coincideix amb la vora interior del límit intern de la zona habitable de les de tipus K-intermedi, és poc probable que els planetes que orbitin a aquestes estrelles en aquesta regió manquin d'una rotació significativa a conseqüència de la influència gravitacional de la seva amfitriona.
No obstant això, encara que aquests tres tipus d'estrelles són a priori les més favorables per a la vida, hi ha importants diferències entre elles. A mesura que s'ascendeix en la seqüència principal, creix l'emissió de radiació ultraviolada dels cossos estel·lars: Mentre que en exoplanetes tipus-terra situats a la zona habitable de nanes taronges seria possible la vida sense la protecció d'una capa d'ozó, en estrelles de tipus F un cos planetari de característiques similars necessitaria una densa ozonosfera per permetre l'aparició de vida no aquàtica. Per aquesta i altres raons, es considera que les nanes taronges (tipus K) són les més afavoridores per l'habitabilitat planetària per sobre dels anàlegs solars o altres tipus d'estrelles, albergant als hipotètics planetes superhabitables.

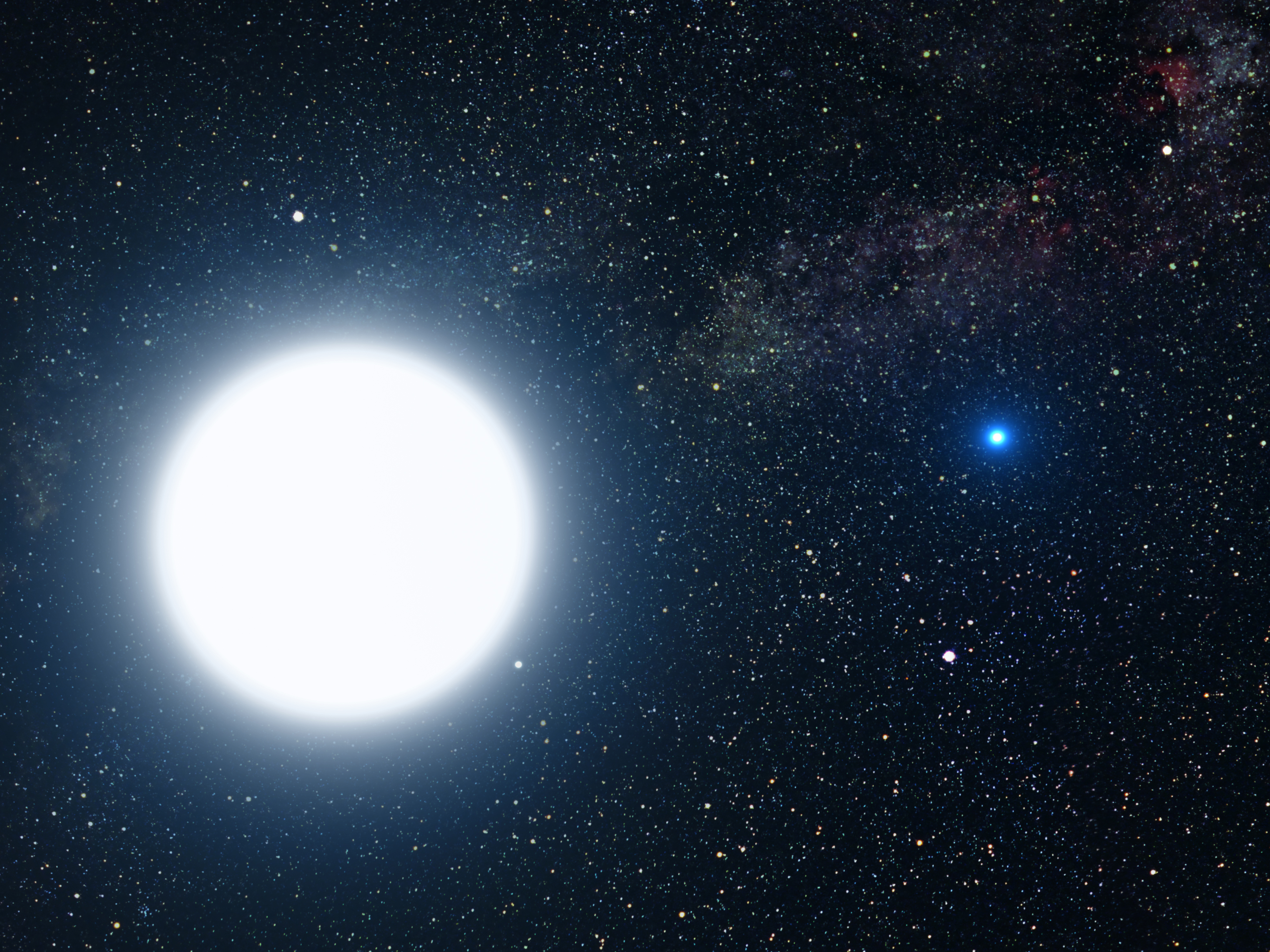
Concepció artística de Sírius A, una estavella tipus A, i la seva companya Sírius B.

### A, B i O
Les estrelles de tipus A, B i O són les més lluminoses i massives de la seqüència principal, i també les que esgoten el seu combustible amb major rapidesa (alguns centenars o desenes de milions d'anys). Els gegants blaus (tipus O i B), els majors de la classificació de Morgan-Keenan, emeten forts vents estel·lars i grans quantitats de radiació ultraviolada que impedeixen la formació planetària fins i tot en estrelles veïnes situades a menys de 0,1 anys llum, especialment les de tipus O. Així doncs, encara que comptin amb la zona habitable més àmplia de tota la classificació estel·lar, és molt improbable que cap planeta pugui formar-se-hi abans que tot el material del disc protoplanetari sigui expulsat a l'espai interestel·lar.
La formació planetària al voltant de la zona habitable d'una estrella de tipus A seria possible, malgrat les seves fortes emissions i del seu curt cicle vital, però els experts postulen que fins i tot les estrelles de tipus F-primitiva la radiació ultraviolada seria excessiva i alteraria o destruiria molècules com l'ADN (imprescindible per una bioquímica basada en el carboni). Amb independència d'això, la zona d'habitabilitat d'una estrella tipus A s'expandiria amb rapidesa i possiblement qualsevol planeta situat en ella traspassaria el límit intern abans que la vida pogués evolucionar.

## Zona d'habitabilitat ultraviolada
Aquesta zona està delimitada per la quantitat de radiació UV tolerable per a l'ADN. Planetes amb òrbites inferiors al límit intern de la zona d'habitabilitat ultraviolada estarien massa exposats i qualsevol molècula present seria destruïda o severament alterada, mentre que els situats més enllà del límit extern mancarien dels nivells mínims requerits perquè poguessin exercir els seus processos biogènics.
Els experts consideren que la quantitat màxima de radiació ultraviolada admissible per a l'ADN és equivalent al doble de la rebuda per la Terra des de l'espai fa 3800 milions d'anys, així que la zona d'habitabilitat ultraviolada del sistema solar estaria situada actualment entre les 0,71 i les 1,9 UA. Els estudis indiquen que aquesta regió sol trobar-se molt més propera a l'estrella que la zona habitable de mitjana, especialment al voltant de cossos estel·lars poc lluminosos, fins al punt que no coincideixen en gairebé un 60 % dels casos. En l'altre extrem, les estrelles més massives que el sol, com les de tipus F, compten amb una regió dins del límit intern de la zona habitable en la qual qualsevol organisme seria cremat per la radiació ultraviolada.

## Zona d'habitabilitat galàctica

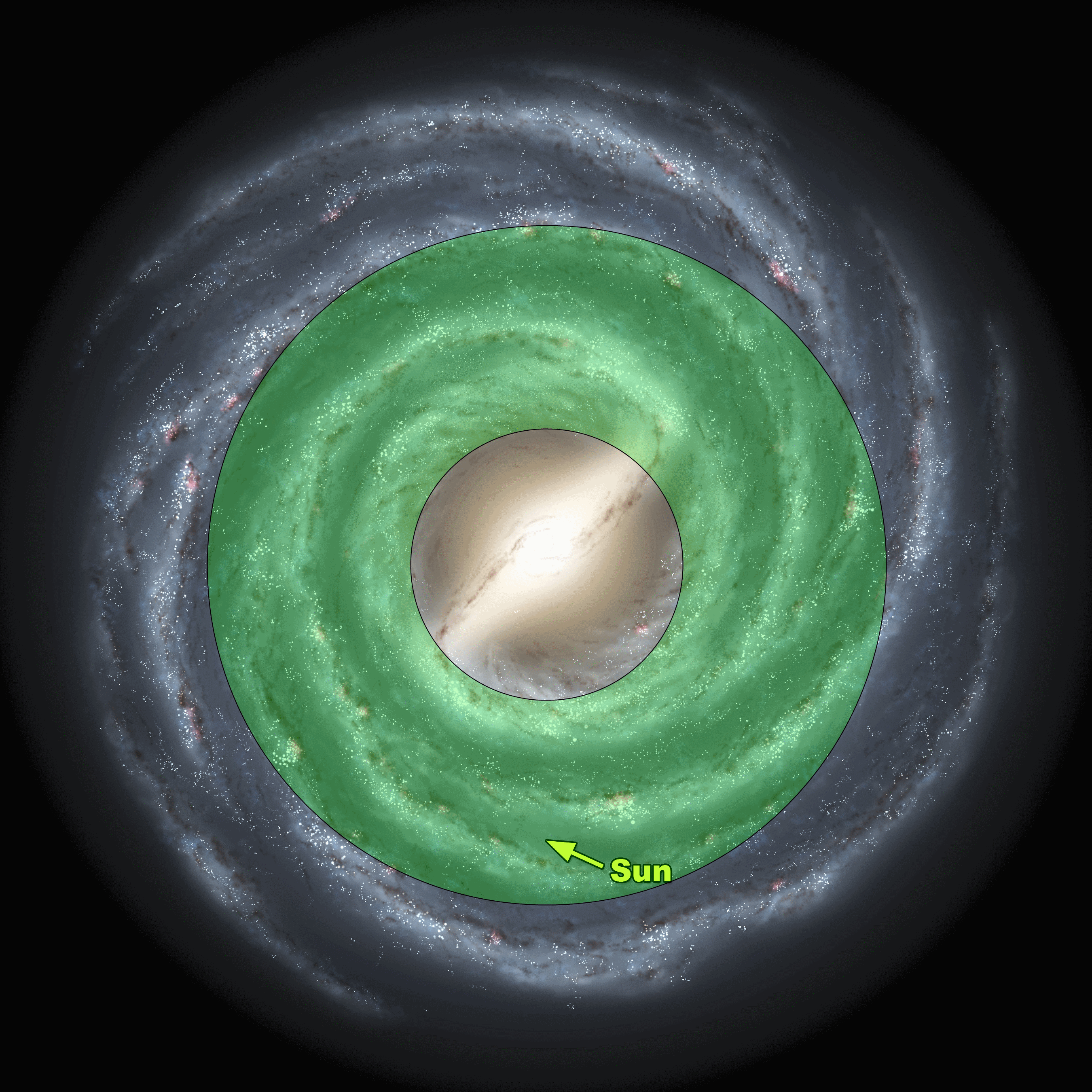
Zona galàctica habitable de la Via Làctia.

En el seu llibre Rare Earth: Why Complex Life Is Uncommon in the Universe (2000), Peter Ward i Donald E. Brownlee justifiquen els factors que converteixen a la Terra en un cas poc comú a l'univers, fruit d'una concatenació de casualitats extremadament inusuals (hipòtesis de la Terra especial), sent una d'elles la ubicació del sistema solar en una regió de la galàxia coneguda com a «zona galàctica habitable». L'obra, que va comptar amb una gran aprovació i seguiment entre la comunitat científica en aquells anys, ha sofert importants crítiques arran de nous estudis i observacions que han desmentit gran part dels seus punts principals, així com la necessitat d'un gegant gasós en el sistema per prevenir els impactes astronòmics o la dependència d'un satèl·lit de considerables dimensions que equilibri l'eix planetari i mantingui una tectònica de plaques. Un dels punts que, lluny de ser desmentits, han estat confirmats amb el pas dels anys, ha estat l'existència d'una zona galàctica habitable.
La zona d'habitabilitat galàctica forma un anell al voltant del centre de la galàxia, des dels 4 kpc fins als 10 kpc de distància respecte al centre de la Via Làctia, que comprèn l'única regió en la qual poden aparèixer sistemes amb planetes capaços d'albergar algun tipus de vida. Més enllà del seu límit exterior, la metal·licitat de les estrelles és massa baixa per permetre la formació de planetes tel·lúrics com la Terra, i més a prop del violent centre galàctic l'exposició a esdeveniments altament energètics (com les supernoves) seria molt hostil per a la vida.

## Possibilitat de vida

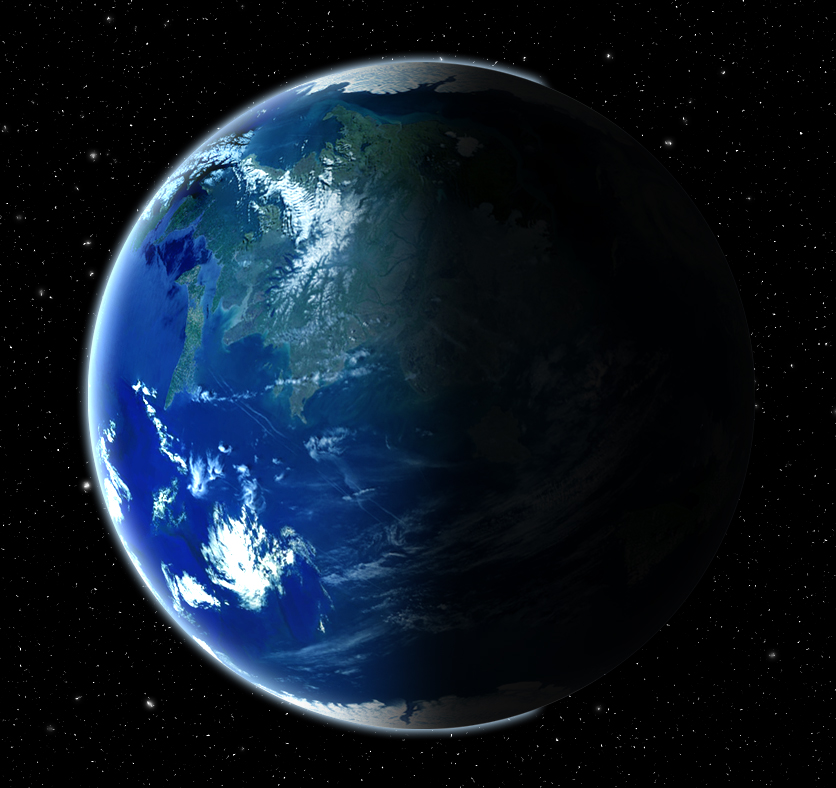
Impressió artística d'un exoplaneta anàleg a la Terra.

Deduïdes a partir de propietats físiques com la massa, temperatura efectiva i flux estel·lar, les característiques i evolució de la ZH es trobaran estretament lligades a la vida de les estrelles. D'aquesta forma, amb una temperatura efectiva inferior als 3.000 K i una lluminositat milers de vegades inferior a la del Sol, les nanes vermelles de classe espectral M presentaran una ZH molt estreta i pròxima a l'estrella, i quedarà bloquejada la rotació planetària a partir de 0,6-0,4 masses solars. A pesar d'aquest greu inconvenient i de l'emissió de la major part de l'energia alliberada en forma de radiació infraroja, l'abundant nombre de nanes vermelles (70-90% del total de la Via Làctia) i la seva extrema longevitat fa que presentin, en conjunt, l'àrea d'habitabilitat estel·lar més extens de la galàxia. A pesar de no mostrar gens de restricció temporal, una massa estel·lar inferior a 0,08 masses solars implica unes condicions de pressió i temperatura en el seu nucli insuficients per a mantenir actiu el "foc" nuclear. Considerades objectes de transició entre estrelles i planetes, les nanes marrons mostren unes característiques físiques que impossibiliten l'existència d'una zona d'habitabilitat pròpiament dita.
En l'extrem oposat, amb una temperatura efectiva de 50.000 K i una lluminositat milions de vegades superior a la solar, les grans estrelles blavoses i blanc-blavoses/ de classe espectral O i B presenten una ZH àmplia i molt allunyada de l'estrella, per la qual cosa queda assegurada la lliure rotació planetària. El seu reduït nombre, l'emissió de la major part de l'energia alliberada en forma de radiació ultraviolada, efímera vida i l'intens vent estel·lar que caracteritza aquestes grans estrelles no solament impossibilita la consolidació al seu voltant de cossos planetaris, sinó que, fins i tot en casos extrems, poden arribar a dissipar els discos protoplanetaris presents en estrelles veïnes.
Originalment, el terme «zona habitable» era vinculat directament amb la regió al voltant d'una estrella capaç de sustentar planetes amb algun tipus d'organisme viu sobre la seva superfície. No obstant això, posteriorment el seu significat va ser modificat per referir-se únicament a la zona al voltant de les estrelles en la qual qualsevol planeta que reuneixi les característiques adequades pot tenir aigua en estat líquid sobre la seva superfície. Actualment, es té en compte la possibilitat que la vida sorgeixi en escenaris alternatius, alguns més enllà de qualsevol teoria o hipòtesi desenvolupada fins avui. Per descomptat, també es pressuposa que fins i tot en el millor dels escenaris d'habitabilitat planetària, que resulti en un univers molt més poblat i biològicament divers del que poguéssim imaginar, la majoria dels planetes situats a la zona habitable no albergarien cap mena de vida.
Entre els múltiples escenaris en els quals la vida podria sorgir més enllà de la zona habitable, destaca especialment la possibilitat de trobar planetes situats en òrbites superiors al límit extern de la zona d'habitabilitat que comptin amb grans oceans submarins sota una escorça gelada, mantinguts per la calor de la seva activitat geològica o per l'escalfament de marea produït per algun planeta o satèl·lit proper, com es creu que podria presentar la lluna joviana Europa. D'igual manera, en els últims anys s'ha debatut la possibilitat que formes de vida basades en una química diferent a les de la Terra puguin sobreviure en ambients en els quals el metà sigui el mitjà primari, amb un cicle similar al de l'aigua al nostre planeta. Aquesta teoria, que ha acrescut l'interès en Tità, un dels satèl·lits de Saturn, ha donat lloc a l'estudi de la denominada «zona d'habitabilitat del metà», els límits del qual se situarien a una distància molt major de l'estrella que la zona habitable convencional.
D'altra banda, la ubicació d'un planeta respecte a la seva estrella és només un dels factors en l'estudi de l'habitabilitat planetària. Fins i tot si un planeta es troba a la zona habitable del seu sistema i rep uns nivells de radiació ultraviolada aptes per a la vida, pot tractar-se d'un gegant gasós o d'un cos planetari petit incapaç de retenir la seva atmosfera. Les investigacions de l'equip HARPS-N indiquen que existeix un límit d'1,6 R⊕ i/o 6 M⊕ a partir del qual la probabilitat que un planeta acumuli grans quantitats d'hidrogen i heli sobre la seva superfície augmenta substancialment (en un estat de transició a gegant gasós denominat «minineptú»). Altres factors a tenir en compte són la composició atmosfèrica, el tipus d'òrbita del planeta (si és massa excèntrica pot depassar els límits de la zona habitable), les característiques de la seva estrella, la posició del sistema en la galàxia, la rotació del planeta, si posseeix un camp magnètic significatiu, l'edat del sistema, etc.
No obstant això, els milers d'exoplanetes confirmats fins avui han permès estimar el nombre de planetes de massa similar a la terrestre situats a la zona d'habitabilitat dels seus sistemes en uns 40 000 milions només en la Via Làctia, dels quals fins a 11 000 milions podrien orbitar a estrelles similars al sol. Aquestes xifres, que podrien suposar que l'exoplaneta habitable més proper es trobés a 12 anys llum de la Terra, conviden a l'optimisme, confirmant potser el principi de mediocritat en el camp de l'astrobiologia.